# Lagamar
Lagamar é um município brasileiro do estado de Minas Gerais. Situa-se na Mesorregião do Noroeste de Minas e na Microrregião de Paracatu, distante 476 quilômetros da capital estadual. A população recenseada em 2022 é de 6 631 habitantes  e sua densidade demográfica de 4,50 hab/km².
O município emancipou-se em 30 de dezembro de 1962 desmembrando-se de Presidente Olegário

## Geografia
Sua área é de 1.474,562 km². A altitude da sede do município é de 860 metros acima do nível do mar.
Destacam-se basicamente os tipos de solos cerrados (solo podzolizados, com cascalhos e vegetação predominante de cerrados) e várzea (solo plano, escuro, muito rico em fertilidade, com umidade relativa alta).